# Justyna Steczkowska
Justyna Steczkowska (Rzeszów, 1972. augusztus 2. – ) lengyel énekesnő, zeneszerző, fotóművész és színésznő. Ő képviselte Lengyelországot az 1995-ös Eurovíziós Dalfesztiválon Dublinban, a Sama című dallal, és a 2025-ös Eurovíziós Dalfesztiválon Bázelben, a Gaja című dallal.

## Pályafutása
Egy nagy, zenész családban nőtt fel. Steczkowskának öt lánytestvére van (Agata, Krystyna, Magdalena, Maria, Cecylia) és három fiútestvére (Paweł, Jacek, Marcin). Mielőtt szólóénekesnővé vált, hegedűn játszott a családi zenekarban. Négy oktávos hangterjedelemmel rendelkezik.
Steczkowska 1994-ben vált ismertté, amikor megnyerte a Szansa na Sukces című televíziós tehetségkutatóműsort, ahol a Maanam Boskie Buenos című dalát adta elő. 1995-ben Lengyelországot képviselte az Eurovíziós Dalfesztiválon Sama című dalával. A nemzetközi döntőben a tizennyolcadik helyen végzett. Számos elismerés birtokosa, köztük hat Fryderyk-díj és a Bronz Gloria Artis Érdemérem a kultúráért kitüntetésben részesült. Két filmben is szerepelt: a Billboard és a Na koniec świata (A világ végére) című alkotásokban.
2007-ben a lengyel Dancing with the Stars hatodik évadában a második helyen végzett, 2008-ban pedig társműsorvezetője volt a lengyel Dancing on Ice című műsornak.
2009-ben megjelent To mój czas című albumán többek között közreműködött Rakonczai Viktor, Szirtes Edina Mókus, Bolyki Balázs és Malek Miklós is.
Az The Voice of Poland című tehetségkutató műsorban coach-ként tevékenykedett a második, a negyedik, az ötödik a tizenkettedik, tizenharmadik és a tizennegyedik évadban, ahol két versenyzője is megnyerte a versenyt.
2024-ben a Witch Tarohoro című dallal a második helyen végzett a lengyel szakmai zsűrinél a zárt ajtók mögött megrendezett eurovíziós nemzeti válogatón. 2025. január 14-én a TVP bejelentette, hogy az énekesnő is résztvevője lesz a lengyel eurovíziós nemzeti válogatónak, Gaja című versenydalával. A műsorban a legtöbb nézői szavazatot megszerezve megnyerte a válogatót, így ő képviselhette hazáját harminc év után az Eurovíziós Dalfesztiválon. A verseny május 13-án rendezett első elődöntőjéből hetedik helyezettként jutott tovább a döntőbe, ahol végül a tizennegyedik helyen végzett.

## Diszkográfia

### Albumok
- Dziewczyna Szamana (1996)
- Naga (1997)
- Dzień i Noc (2000)
- Alkimja (2002)
- Femme Fatale (2004)
- Daj mi chwilę (2007)
- To mój czas (2009)
- XV (2012)
- Anima (2014)
- Maria Magdalena. All is One (2019)
- Szamanka (2022)
- Steczkowska Demarczyk (2023)
- Witch Tarohoro (2024)

### Gyermekeknek szóló albumok
- Puchowe kołysanki (2008)
- Puchowe kołysanki 2 (2013)

### Album együttműködések
- Mów do mnie jeszcze, Paweł Deląggal (2001)
- Mezalianse, Maciej Maleńczukkal (2011)
- I na co mi to było?, Boban Markovićtyal (2015)

### Kislemezek
- Moja intymność (1995)
- Sama (1995)
- Dziewczyna Szamana (1995)
- Grawitacja (1996)
- Oko za oko, słowo za słowo (1996)
- Niekochani (1996)
- Tatuuj mnie (1997)
- Za dużo wiesz (1997)
- Za karę (1998)
- Kici kici maj (1998)
- Kryminalna miłość (1998)
- Na koniec świata (1999)
- Kosmiczna rewolucja (2000)
- Świat jest niewierny (2000)
- Podróżując (2000)
- To koniec! (2000)
- Śpiewaj Yidl mitn fidl (2002)
- Świt! Świt! (2002)
- Wszyscy braćmi być powinni (2003)
- Zadzwoń do mnie (2004)
- Sex appeal (2005)
- Samotni (2005)
- Tłum (2005)
- Świąteczna piosenka o miłości (2006)
- To tylko złudzenie (To nie miłość) (2007)
- Tu i tu (2007)
- Daj mi chwilę (2007)
- Wracam do domu (2008)
- Choć wieje, pada, grzmi (B. Szyccel közösen) (2008)
- Tajemnice uczuć (2008)
- To mój czas (2009)
- Tango (2009)
- Proszę cię - skłam (2009)
- Kim tu jestem (2010)
- Tylko ty znasz te zaklęcia (2010)
- Utwierdź mnie (2011)
- Sanktuarium (2011)
- Terra (2014)
- Kochankowie syreny (2014)
- High Heels (Pati Yanggal közösen) (2015)
- Kto wciska mi kit (Bobannal közösen) (2015)
- Ave (No control) (2019)
- Miej odwagę (2020)
- Nie poddawaj się (Marcin Maciejczakkal közösen) (2021)
- Dziewczyna szamana (Leszek Możdżerrel közösen) (2021)
- Uciekinierzy (Arek Kłusowskival közösen) (2022)
- Ra Ma Da Sa (2022)
- Nie mój sen (Lunával közösen) (2022)
- Szamanka (2022)
- Między nami (Beata Kozidrakkal közösen) (2022)
- Now (Mike & Laurent-tel közösen) (2022)
- D.N.A (2022)
- Poza ramą (2022)
- Carpe Diem (2023)
- Witch Tarohoro (2023)
- Nasz wspólny świat (2024)
- Ty lustrem świata (2024)
- Slavic (2024)
- Gaja (2024)